# Liste der Naturdenkmäler in Steyr
Die Liste der Naturdenkmäler in Steyr listet die als Naturdenkmal ausgewiesenen Objekte in der Statutarstadt Steyr im Bundesland Oberösterreich auf. In Steyr sind ausschließlich Bäume bzw. Baumgruppen als Naturdenkmäler ausgewiesen, wobei sich unter den 14 Naturdenkmälern drei Rotbuchen, je zwei Trauerweiden, Kastanien, Linden, Buchen bzw. Eiben sowie eine aus Japanischen Kastanien-Eichen bestehende Baumgruppe befinden.

## Naturdenkmäler
| Foto |                 | Name                                                  | ID    | Standort                                                            | Beschreibung | Fläche | Datum      |
| ---- | --------------- | ----------------------------------------------------- | ----- | ------------------------------------------------------------------- | --- | ------ | ---------- |
| 1    | Datei hochladen | 6 Säuleneichen (Quercus robur 'Fastigiata')           | nd042 | Steyr KG: Steyr GrStNr: 1223/6; 1223/8 Standort                     | 1964 wurden auf dem Gelände des Urnenhains des Krematoriums auf dem Tabor ursprünglich acht Spitzeichen zum Naturdenkmal erklärt. Bei den mittlerweile nur mehr sechs verbliebenen Bäumen handelt es sich jedoch um säulenförmige Stieleichen, auch Säuleneichen (Quercus robur 'Fastigiata') genannt. |        | 10.07.1964 |
| 1    | Datei hochladen | Bergschulkastanie                                     | nd041 | Steyr KG: Steyr GrStNr: 1321/1 Standort                             | Die Gewöhnliche Rosskastanie (Aesculus hippocastanum) befindet sich zwischen der Bergschule und dem Schloss Lamberg. |        | 10.07.1964 |
| 1    | Datei hochladen | Buche im alten Stadtgraben in Steyr                   | nd635 | Steyr, Berggasse 19 KG: Steyr GrStNr: 260/1 Standort                | Die Rotbuche (Fagus sylvatica) steht im ehemaligen Stadtgraben im Garten des Hauses Berggasse 19. Die Buche wies zum Zeitpunkt der Unterschutzstellung einen Stammumfang von 4,1 m (in einem Meter Höhe), einen Kronendurchmesser von 17 m und eine Höhe von rund 20 m auf. Das Alter der Buche wurde auf rund 150 Jahre geschätzt. |        | 12.09.2003 |
| 1    | Datei hochladen | Buche in der Schlüsselhofgasse 20 in Steyr            | nd474 | Steyr KG: Steyr GrStNr: 1198/5 Standort                             | Die Rotbuche (Fagus sylvatica) im südöstlichen Eck des Gartens in der Schlüsselhofgasse 20 wird auf ein Alter von rund 200 Jahre geschätzt. Die Buche wies zum Zeitpunkt der Unterschutzstellung in einem Meter Höhe einen Stammumfang von 4,45 m, einen Kronendurchmesser von 18 m und eine Höhe von 27 m auf. Die Buchte teilt sich in rund 2 m Höhe in zwei starke Hauptäste mit je rund einem Meter Durchmesser.                                     |        | 12.11.1991 |
| 1    | Datei hochladen | Eibe                                                  | nd039 | Steyr, Schlüsselhofgasse 43 KG: Steyr GrStNr: 1193 Standort         | Die geschützte Europäische Eibe (Taxus baccata) steht auf der Gartenhochterrasse beim Anwesen Schlüsselhofgasse 43. Zum Zeitpunkt der Unterschutzstellung wurde das Alte der Eibe auf rund 100 Jahre geschätzt.Anmerkung: Objektvermutung lt Bescheid Land OÖ, GstNr 1193 existiert nicht – vermutlich GstNr 1193/3 |        | 25.03.1965 |
| 1    | Datei hochladen | Friedhofslinde                                        | nd043 | Steyr KG: Steyr GrStNr: 1383/1 Standort                             | Die mehr als 300 Jahre alte Winterlinde (Tilia cordata) befindet sich an der Südkante des Taborweges am Austritt der Friedhofsstiege. |        | 10.07.1964 |
| 1    | Datei hochladen | Isabellenhoflinde                                     | nd177 | Steyr KG: Jägerberg GrStNr: 26/1 (alt: 49/1) Standort               | Die Winterlinde (Tilia cordata) befindet sich rund 5 m westlich des Gasthauses Isabellenhof. Die Linde wies zum Zeitpunkt der Unterschutzstellung einen Stammumfang von 2,6 m, einen Kronendurchmesser von 14 m und eine Höhe von rund 27 m auf.Anmerkung: GstNr 49/1 existiert nicht – Objektvermutung lt Land OÖ auf GstNr 26/1 |        | 13.11.1981 |
| 1    | Datei hochladen | mehrstämmige Eibe                                     | nd046 | Steyr, Bergerweg 8 KG: Jägerberg GrStNr: 50/9 Standort              | Die mehrstämmige Europäische Eibe (Taxus baccata) befindet sich im Garten des Hauses Bergerweg 8. |        | 25.03.1965 |
| 1    | Datei hochladen | Rosskastanie beim Lokalbahnhof in Steyr               | nd481 | Steyr KG: Steyr GrStNr: 1493/6 Standort                             | Die Gewöhnliche Rosskastanie (Aesculus hippocastanum) auf dem Areal des Steyrer Lokalbahnhofes wies zum Zeitpunkt der Unterschutzstellung einen Stammumfang von 3,5 m und einen Kronendurchmesser von 17 m auf, wobei der Stammumfang laut Gutachten die Obergrenze des literaturbekannten Stammumfangs erreicht hatte. |        | 01.04.1992 |
| 1    | Datei hochladen | Rotbuche im Hangbereich des Christkindlweges in Steyr | nd631 | Steyr KG: Christkindl GrStNr: 329/1 Standort                        | Die Rotbuche (Fagus sylvatica) im Hangbereich südlich des Christkindlweges befindet sich rund 40 Meter von der Christkindlkirche entfernt. Die Buche wies zum Zeitpunkt der Unterschutzstellung einen Stammumfang von 3,7 m (in einem Meter Höhe), einen Kronendurchmesser von 17 m und eine Höhe von rund 30 m auf. Das Alter der Buche wurde auf 150 bis 200 Jahre geschätzt.                                                                          |        | 11.09.2003 |
| 1    | Datei hochladen | Rotbuche im Park der Kreuzschwesternschule in Steyr   | nd630 | Steyr KG: Steyr GrStNr: 331/1 Standort                              | Die Rotbuche (Fagus sylvatica) im Park der Kreuzschwesternschule in Steyr wies zum Zeitpunkt der Unterschutzstellung einen Stammumfang von 4,4 m (in einem Meter Höhe), einen Kronendurchmesser von 23 m und eine Höhe von rund 26 m auf. Die Buche entstand dabei durch das Zusammenwachsen mehrerer Buchenstämmlinge oder durch das Verwachsen der Stämmlinge nach einer frühzeitigen Teilung. Das Alter der Buche wurde auf etwa 150 Jahre geschätzt. |        | 24.06.2003 |
| 1    | Datei hochladen | Trauerbuche                                           | nd040 | Steyr KG: Steyr GrStNr: 1255/1 Standort                             | Die Hänge-Buche, auch Trauerbuche, (Fagus sylvatica f. pendula) befindet sich im Hausgarten an der Südwand des Wohnhauses Schlüsselhofgasse 42. |        | 25.03.1965 |
| 1    | Datei hochladen | Trauerweide                                           | nd659 | Steyr, Fabrikstraße 44, gegenüber KG: Steyr GrStNr: 1393/2 Standort | Die Trauerweide (Salix alba tristis) im Bereich des Wehrgrabens hatte zum Zeitpunkt der Unterschutzstellung einen Stammumfang von 4,20 m, einen Kronendurchmesser von 19 m und eine Höhe von 22 m. Das Alter betrug mehr als 100 Jahre. Der Stamm der Weide verzweigt sich in 5 bis 10 m Höhe in zahlreiche Hauptäste. |        | 10.11.2009 |
| 1    | Datei hochladen | Trauerweide im Wehrgraben                             | nd576 | Steyr KG: Steyr GrStNr: 578 Standort                                | Die Trauerweide (Salix alba tristis) neben dem Baudenkmal Steyrer Wehrgraben wies zum Zeitpunkt der Unterschutzstellung einen Stammumfang von 3,5 m (in einem Meter Höhe), einen Kronendurchmesser von 17 m und eine Höhe von rund 15 m auf. In rund einem Meter Höhe ist ein Eisengeländer zur Gänze in den Baum eingewachsen. |        |            |

## Ehemalige Naturdenkmäler
| Foto |                 | Name                 | ID     | Standort                            | Beschreibung | Fläche | Datum |
| ---- | --------------- | -------------------- | ------ | ----------------------------------- | --- | ------ | ----- |
| 1    | Datei hochladen | Blutbuche            | gnd377 | Steyr, Oberer Schiffweg 22 Standort | Die Blutbuche (Fagus sylvatica f. purpurea) teilte sich in 1,5 m Höhe in zwei Hauptarme und wies einen Umfang von 4,1 m, einen Kronendurchmesser von 18 m und eine Höhe von rund 27 m auf.                                            |        |       |
| 0    | Datei hochladen | Elsbeerbaum in Steyr | gnd418 | Steyr                               | Der an einem nach Westen geneigten Hang oberhalb des Gutshofes beim Kugellagerwerk der Steyrwerke in Münichholz stehende Elsbeerbaum hatte mit einer Stammhöhe von rund 23,5 m und einem Stammumfang von 2,05 m eine einmalige Größe. |        |       |
| 0    | Datei hochladen | Weide                | gnd044 | Steyr                               | |        |       |

| Foto:                    | Fotografie des Naturdenkmals. Klicken des Fotos erzeugt eine vergrößerte Ansicht. Daneben finden sich zwei Symbole: \| Weitere Bilder vorhanden \| Das Symbol bedeutet, dass weitere Fotos des Objekts verfügbar sind. Durch Klicken des Symbols werden sie angezeigt. \| \| Eigenes Foto hochladen \| Durch Klicken des Symbols können weitere Fotos des Objekts in das Medienarchiv Wikimedia Commons hochgeladen werden. \| |
| Name:                    | Bezeichnung des Naturdenkmals laut offiziellen Quellen |
| ID                       | Identifikator |
| Standort:                | Es ist die Gemeinde und falls vorhanden die Adresse angegeben. Darunter sind die Katastralgemeinde (KG) und die Grundstücksnummer angeführt. Durch Aufruf des Links Standort wird die Lage des Denkmals in verschiedenen Kartenprojekten angezeigt. |
| Beschreibung             | Kurze Beschreibung des Naturdenkmals |
| Fläche                   | Fläche des Naturdenkmals in Hektar (ha) |
| Datum                    | Datum oder Jahr der Unterschutzstellung |
| Weitere Bilder vorhanden | Das Symbol bedeutet, dass weitere Fotos des Objekts verfügbar sind. Durch Klicken des Symbols werden sie angezeigt. |
| Eigenes Foto hochladen   | Durch Klicken des Symbols können weitere Fotos des Objekts in das Medienarchiv Wikimedia Commons hochgeladen werden. |